# Highlands Ranch
Highlands Ranch – miejscowość spisowa (obszar niemunicypalny) w Stanach Zjednoczonych, w stanie Kolorado, siedziba hrabstwa Douglas. Jest to duże przedmieście aglomeracji Denver i leży ok. 20 km na południe od centrum Denver.
Chociaż współczesne Highlands Ranch zostało założone dopiero w 1981 roku, obszar ten niegdyś był ranczem i ma historię, sięgającą ponad 100 lat.

## Znani mieszkańcy
- Keri Russell – aktorka
- Mallory Pugh – piłkarka